# 第2钢琴协奏曲 (拉赫玛尼诺夫)
俄羅斯作曲家和鋼琴家拉赫曼尼諾夫的第2號鋼琴協奏曲，第18號作品，C小調，共有三段樂章，於1901年完成。被認為是有史以来最偉大的鋼琴協奏曲之一，是晚期浪漫主義音樂的典型作品。

## 創作經歷
1897年，拉赫曼尼諾夫《第一交響曲》的首演失敗招致不少批評（儘管如今看来是一部重要的作品），加上個人生活的種種不順，令他在此後数年裡萎靡不振，並開始酗酒。直至得到心理治療師的持續醫治，他才重拾自信。1900年，拉赫曼尼諾夫完成了他的《第二鋼琴協奏曲》第二樂章和第三樂章，並以此献給他的心理治療師。儘管作品未完成，拉赫曼尼諾夫急切想知道公眾對這部新作品的反映，遂立即组織其公演，並親自於首演中担任鋼琴獨奏，終於獲得了成功。1901年，他才完成了第一樂章。

## 分析
这部作品共有三段樂章：
1. 中板（Moderato）
2. 舒緩的柔板（Adagio sostenuto）
3. 詼諧的快板（Allegro scherzando）

### 第一樂章
C小调，
拍子
使用奏鳴曲式，在展開主題部之前，協奏曲以鋼琴演奏的鐘聲一樣的和弦開頭，力度漸强，節奏緩慢而沉重。首段樂章從一系列在可引發緊張之鳴聲開始，最終以主題之引子引發高潮，而樂章之高潮亦從主題引進至進行曲部分。

### 第二樂章
E大调，
拍子
第二樂章從一連串涉及弦樂之慢弦之和音作開端，而慢弦亦由原先之C小調轉化成E大調。鋼琴亦於其後引領至簡單琶音形式，題材則由長笛帶領。在音樂加速之前，題材穿越於鋼琴與其他獨奏者之間，並以華彩樂段引進高潮。接著重覆原始題材，音樂更逐漸地消失，及由獨奏者完成。

### 第三樂章
C大调，
拍子
在鋼琴華彩樂段未出現以激烈見稱之首個主題前，管弦樂團亦簡短地帶領最終樂章之開始。激烈過後，引進由雙簧管吹奏之抒情段落。在長時間發展以後，緊張情節又由一個精采之鋼琴華彩樂段可觀地加強。次題材於一種極大的配器法引發，帶領一個極快的結尾樂段至完結。

## 影響及其他
拉赫曼尼諾夫的第二鋼琴協奏曲是当今最受歡迎的鋼琴協奏曲之一，被很多著名鋼琴演奏家演奏過，包括弗拉基米爾·阿什肯納齊、拜伦·珍妮斯、斯维亚托斯拉夫·里赫特、亚历克西·魏森伯格等。
該鋼琴協奏曲旋律優美，富有浪漫氣息，是花樣滑冰較常用的選曲之一。單人滑選手伊藤綠、陳露、薩莎·科恩、村主章枝，双人滑選手雅米·萨莱和达维德·佩尔蒂埃、龐清和佟健等知名運動員都曾使用過該曲。其中陳露在1996年世界花樣滑冰錦標賽中因精彩演繹了該曲第二樂章，獲得了兩個藝術分滿分。
該協奏曲第二樂章的旋律亦出現於美國流行歌手艾瑞克·卡門（Eric Carmen）的《All by Myself》一曲之中。
富士電視台日劇《交響情人夢》亦曾出現過該曲，由劇中男主角千秋真一（玉木宏飾）彈奏。
该钢琴协奏曲被用于英国电影学院100部电影排名（BFI Top 100）第二名影片《相见恨晚》（Brief Encounter）， 以及《秋恋》（September Affair）的电影主题曲。